# アラブ首長国連邦の都市の一覧
アラブ首長国連邦の都市の一覧。首都はアブダビで、最大都市はドバイ。

## 人口上位5都市(2016年)
| 順位 | 都市           | アラビア語 | 人口      | 首長国             |
| ---- | -------------- | ---------- | --------- | ------------------ |
| 1.   | ドバイ         | دبي        | 2,459,068 | ドバイ首長国       |
| 2.   | アブダビ市     | أبو ظبي    | 1,500,000 | アブダビ首長国     |
| 3.   | シャールジャ市 | الشارقة    | 1,400,000 | シャールジャ首長国 |
| 4.   | アル・アイン   | العين      | 631,005   | アブダビ首長国     |
| 5.   | フジャイラ市   | الفجيرة    | 202,667   | フジャイラ首長国   |

## その他の都市
- アジュマーン市
- ディバ・アル・フジャイラ
- ディバ・アル・ヒスン
- ホール・ファッカーン （コア・ファックカーン）
- ラアス・アル＝ハイマ市
- ウンム・アル＝カイワイン市
- カルバ

## 各首長国の首都

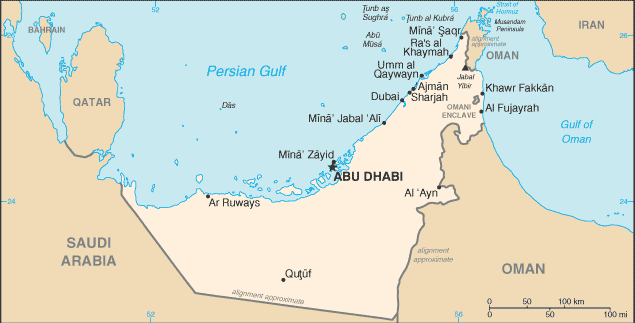
アラブ首長国連邦の地図

- アブダビ市
- アジュマーン市
- シャールジャ市
- ドバイ
- フジャイラ市
- ウンム・アル＝カイワイン市
- ラアス・アル＝ハイマ市